# Hall S. Lusk

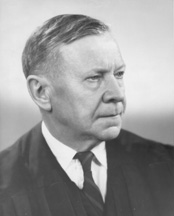
Hall S. Lusk

Hall Stoner Lusk (* 21. September 1883 in Washington, D.C.; † 15. Mai 1983 in Beaverton, Oregon) war ein US-amerikanischer Jurist und Politiker (Demokratische Partei). Er vertrat den Bundesstaat Oregon für kurze Zeit im US-Senat.
Nach dem Besuch einer Privatschule in Georgetown setzte Hall Lusk seine Ausbildung an der Georgetown University fort und machte dort 1904 seinen Abschluss. Drei Jahre später erwarb er an der dortigen Law School den Bachelor of Laws und wurde in die Anwaltskammer des District of Columbia aufgenommen. Zu diesem Zeitpunkt arbeitete er bereits als Sekretär eines Obersten Richters am örtlichen Bundesberufungsgericht. Diese Tätigkeit übte Lusk noch bis 1909 aus. In diesem Jahr zog er nach Oregon, wo er 1910 ebenfalls der Anwaltskammer beitrat und in Portland zu praktizieren begann.
Von 1918 bis 1920 war Lusk stellvertretender Bundesstaatsanwalt von Oregon; im Jahr 1922 bewarb er sich ohne Erfolg um ein Mandat im Staatsparlament. 1930 wurde er Bezirksrichter im Multnomah County und verblieb auf diesem Posten, bis ihn Gouverneur Charles Martin am 22. Juli 1937 als Nachfolger des verstorbenen James U. Campbell als Richter an den Oregon Supreme Court berief. 1938, 1944, 1950 und 1956 wurde er jeweils für sechs weitere Jahre von den Bürgern des Staates bestätigt; dabei stand er dem Gerichtshof zwischen 1949 und 1951 als Chief Justice vor.
Am 15. März 1960 legte Lusk sein Richteramt nieder. Einen Tag später ernannte ihn Oregons Gouverneur Elmo Smith zum US-Senator. Er trat in Washington die Nachfolge des verstorbenen Richard L. Neuberger an und nahm sein Mandat bis zum 8. November desselben Jahres wahr. Bei der Nachwahl trat er nicht mehr an; diese gewann Maurine Brown Neuberger, die Witwe seines Vorgängers. Hall Lusk kehrte an den Obersten Gerichtshof in Oregon zurück und amtierte dort noch bis 1968. Danach ging er in den Ruhestand, war aber als Justice emeritus weiterhin mit Revisionsfällen des Supreme Court beschäftigt. Er verstarb im Mai 1983, vier Monate vor seinem 100. Geburtstag.